# Lloyd Langlois
Lloyd Langlois (* 11. November 1962 in Sherbrooke, Québec) ist ein ehemaliger kanadischer Freestyle-Skier. Er war auf die Disziplin Aerials (Springen) spezialisiert. 1986 und 1989 wurde er jeweils Weltmeister, 1994 holte er die olympische Bronzemedaille. Im Weltcup gewann er zweimal die Disziplinenwertung und 21 Einzelwettkämpfe, was ihn zum Rekordsieger im Freestyle-Springen macht.

## Biografie

### Sportliche Laufbahn
Lloyd Langlois stammt aus Magog und war neben Jean-Marc Rozon und den Laroche-Brüdern ein bedeutender Vertreter der „Québec Air Force“, die die Disziplin Aerials in den 1980er und 1990er Jahren beherrschte.
Langlois gab sein Debüt im Freestyle-Skiing-Weltcup im Februar 1983 in Livigno, wo er das Podest als Vierter nur knapp verfehlte. Nach weiteren Spitzenresultaten gelang ihm ein Jahr später mit Rang zwei am Hochkar seine erste Podiumsplatzierung. Mit drei weiteren Podestplätzen schloss er die Saison auf Rang drei der Disziplinenwertung ab. Im Januar 1985 gewann er am Mont Gabriel unweit seiner Heimatstadt seinen ersten Weltcup. Fünf weitere Saisonsiege sowie zwei zweite Plätze sicherten ihm erstmals den Gewinn der Disziplinenwertung. Im Winter 1985/86 musste er sich in der Aerials-Wertung trotz vier Siegen seinem Teamkollegen Yves Laroche geschlagen geben. Dafür gewann er bei den ersten Weltmeisterschaften in Tignes vor Laroche die Goldmedaille.
In den beiden folgenden Jahren feierte er weitere Weltcupsiege, blieb in der Disziplinenwertung aber jeweils hinter seinen starken Landsmännern auf den Rängen zwei und drei. Bei den Olympischen Spielen in Calgary, wo Aerials erstmals als Demonstrationswettbewerb ausgetragen wurde, gewann Langlois die Bronzemedaille. Nachdem er bei nur fünf Antritten 1988/89 wechselhafte Ergebnisse erreicht hatte, konnte er bei den Weltmeisterschaften in Oberjoch erneut den Titel gewinnen. Nachdem er die folgende Saison verpasst hatte, blieb er bei den Weltmeisterschaften in Lake Placid als Vierter erstmals ohne Medaille bei einem Großereignis. Auch 1991/92 fehlte er komplett, fand in der Saison darauf aber zu seiner früheren Konstanz zurück und gewann acht Jahre nach seinem ersten Sieg erneut die Disziplinenwertung. Bei den Weltmeisterschaften in Altenmarkt-Zauchensee kam er hingegen nicht über Rang zehn hinaus. Ein Jahr später wurde er noch einmal Zweiter in der Aerials-Wertung und holte bei den Olympischen Spielen von Lillehammer hinter Andreas Schönbächler und Philippe Laroche die Bronzemedaille. 1997 feierte er in Lake Placid seinen letzten Weltcupsieg und wurde zum vierten und letzten Mal kanadischer Meister. Bei seinen siebenten und letzten Weltmeisterschaften in Iizuna Kogen belegte er Rang 27.
Im Alter von 34 Jahren gab Langlois seinen Rücktritt vom Leistungssport bekannt.

### Weitere Karriere
Lloyd Langlois sammelte beim Aushandeln von Sponsorenverträge erste Erfahrungen als Geschäftsmann. Noch während seiner Karriere als Spitzensportler machte er sich diese zunutze und gründete mit seiner Frau in Magog einen Verkauf von Rahmen und Postern. Mit Auslaufen des zweijährigen Mietvertrags sperrte er das Geschäft wieder zu. Nachdem er früh damit begonnen hatte, Immobilien zu kaufen, legte er sich in einem eigenen Waldstück ein Sägewerk mit bis zu zehn Mitarbeitern zu. Nach sieben Jahren in der Holzindustrie verkaufte er sowohl das Land als auch die Gerätschaften und etablierte mit seiner Frau ein Restaurant in seiner Heimatstadt. Außerdem erwarb er in und um Magog weitere Immobilien. Neben seinen Tätigkeiten als Gastronom und Immobilienbesitzer ist Langlois Geschäftsführer des lokalen Cirque des Étoiles.

## Erfolge

### Olympische Spiele
- Calgary 1988: 3. Aerials (Demonstrationswettbewerb)
- Lillehammer 1994: 3. Aerials

### Weltmeisterschaften
- Tignes 1986: 1. Aerials
- Calgary 1988: 3. Aerials
- Oberjoch 1989: 1. Aerials
- Lake Placid 1991: 4. Aerials
- Altenmarkt-Zauchensee 1993: 10. Aerials
- La Clusaz 1995: 13. Aerials
- Nagano 1997: 27. Aerials

### Weltcupwertungen
| Saison  | Gesamt | Gesamt | Aerials | Aerials |
| Saison  | Platz  | Punkte | Platz   | Punkte  |
| ------- | ------ | ------ | ------- | ------- |
| 1983    | 48.    | 10     | 20.     | 42      |
| 1984    | 19.    | 23     | 3.      | 139     |
| 1984/85 | 9.     | 25     | 1.      | 150     |
| 1985/86 | 12.    | 24     | 2.      | 147     |
| 1986/87 | 9.     | 24     | 2.      | 147     |
| 1987/88 | 16.    | 22     | 3.      | 153     |
| 1988/89 | 47.    | 13     | 17.     | 79      |
| 1990/91 | 44.    | 14     | 14.     | 125     |
| 1992/93 | 5.     | 95     | 1.      | 572     |
| 1993/94 | 12.    | 85     | 2.      | 680     |
| 1994/95 | 23.    | 76     | 6.      | 608     |
| 1995/96 | 15.    | 85     | 5.      | 764     |
| 1996/97 | 25.    | 66     | 10.     | 528     |

### Weltcupsiege
Langlois errang im Weltcup 57 Podestplätze, davon 21 Siege:
| Datum             | Ort           | Land        | Disziplin |
| ----------------- | ------------- | ----------- | --------- |
| 13. Januar 1985   | Mont Gabriel  | Kanada      | Aerials   |
| 21. Januar 1985   | Lake Placid   | USA         | Aerials   |
| 27. Januar 1985   | Breckenridge  | USA         | Aerials   |
| 21. Februar 1985  | Kranjska Gora | Jugoslawien | Aerials   |
| 3. März 1985      | Oberjoch      | Deutschland | Aerials   |
| 23. März 1985     | Sälen         | Schweden    | Aerials   |
| 13. Dezember 1985 | Tignes        | Frankreich  | Aerials   |
| 18. Januar 1986   | Lake Placid   | USA         | Aerials   |
| 19. Januar 1986   | Lake Placid   | USA         | Aerials   |
| 2. März 1986      | Oberjoch      | Deutschland | Aerials   |
| 11. Januar 1987   | Mont Gabriel  | Kanada      | Aerials   |
| 24. Januar 1987   | Breckenridge  | USA         | Aerials   |
| 1. März 1987      | Voss          | Norwegen    | Aerials   |
| 13. Dezember 1987 | Tignes        | Frankreich  | Aerials   |
| 31. Januar 1988   | Inawashiro    | Japan       | Aerials   |
| 7. Dezember 1990  | Tignes        | Frankreich  | Aerials   |
| 13. Januar 1991   | Blackcomb     | Kanada      | Aerials   |
| 23. Januar 1993   | Lake Placid   | USA         | Aerials   |
| 4. Februar 1994   | La Clusaz     | Frankreich  | Aerials   |
| 17. Dezember 1994 | Tignes        | Frankreich  | Aerials   |
| 11. Januar 1997   | Lake Placid   | USA         | Aerials   |

### Weitere Erfolge
- 5 kanadische Meistertitel (Aerials 1985, 1988 und 1993–1995)[4]

## Auszeichnungen
- 1987: Aufnahme in die Canadian Olympic Hall of Fame
- 2002: Aufnahme in die Canadian Ski Hall of Fame[5]
- 2013: Aufnahme in die Laurentian Hall of Fame[6]
- 2016: Aufnahme in die Sherbrooke Hall of Fame[7]